# Ginástica nos Jogos Pan-Americanos de 1991
As provas de ginástica nos Jogos Pan-americanos de 1991 foram disputadas em Havana, Cuba.

## Eventos
| Ginástica artística - Individual geral masculino - Equipes masculino - Solo masculino - Barra fixa - Barras paralelas - Cavalo com alças - Argolas - Salto sobre a mesa masculino - Individual geral feminino - Equipes feminino - Trave - Solo feminino - Barras assimétricas - Salto sobre a mesa feminino | Ginástica rítmica - Individual geral - Equipes - Arco - Corda - Maças - Bola - Grupos |

### Ginástica artística
Masculino
| Evento           | Ouro                          | Prata           | Bronze                         |
| Equipe           | Cuba                          | Estados Unidos  | México                         |
| Individual geral | Eric López                    | José Tejada     | Félix Aguilera                 |
| Argolas          | Damian Merino                 | Eric López      | Bob Stelter                    |
| Barra Fixa       | Félix Aguilera                | Luis López      | Trent Dimas                    |
| Barras paralelas | Eric López Dominick Minicucci |                 | Luis López Alejandro Peniche   |
| Cavalo com alças | José Tejada                   | Félix Aguilera  | Dominick Minicucci             |
| Salto            | Eric López                    | Casimiro Suárez | Víctor Colón Alejandro Peniche |
| Solo             | Damian Merino Mike Racanelli  |                 | Trent Dimas                    |

Feminino
| Evento              | Ouro                            | Prata                          | Bronze                             |
| Equipe              | Estados Unidos                  | Cuba                           | Canadá                             |
| Individual geral    | Stephanie Woods                 | Chelle Stack                   | Romina Plataroti                   |
| Barras assimétricas | Luisa Parente                   | Hillary Anderson Mylene Fleury |                                    |
| Salto               | Luisa Parente                   | Anne Woyernowski               | Jennifer Wood                      |
| Solo                | Chelle Stack                    | Dayami Núñez                   | Georgina Benítez                   |
| Trave               | Leyanet Gonzáez Stephanie Woods |                                | Odaimis Jiménez Luisa Portocarrero |

### Ginástica rítmica
| Evento           | Ouro           | Prata                  | Bronze                         |
| Individual geral | Lourdes Medina | Mary Fuzesi            | Susan Cushman                  |
| Corda            | Lourdes Medina | Mary Fuzesi            | Naomi Hewitt-Couturier         |
| Arco             | Mary Fuzesi    | Lourdes Medina         | Susan Cushman                  |
| Maças            | Lourdes Medina | Naomi Hewitt-Couturier | Yalili Fung                    |
| Bolas            | Lourdes Medina | Mary Fuzesi            | Madonna Gimotea Jenifer Lovell |
| Grupos           | Cuba           | Brasil                 | Canadá                         |
| Equipes          | Canadá         | Cuba                   | Estados Unidos                 |

## Quadro de medalhas
| Ordem | País           | Medalha de ouro | Medalha de prata | Medalha de bronze |    |
| ----- | -------------- | --------------- | ---------------- | ----------------- | -- |
| 1     | Cuba           | 14              | 8                | 4                 | 26 |
| 2     | Estados Unidos | 6               | 5                | 7                 | 18 |
| 3     | Canadá         | 2               | 4                | 6                 | 12 |
| 4     | Brasil         | 2               | 1                | 0                 | 3  |
| 5     | México         | 0               | 1                | 4                 | 5  |
| 6     | Argentina      | 0               | 0                | 1                 | 1  |
| 6     | Guatemala      | 0               | 0                | 1                 | 1  |
| 6     | Porto Rico     | 0               | 0                | 1                 | 1  |
| TOTAL | TOTAL          | 24              | 19               | 24                | 67 |